# Calamaria abstrusa
Calamaria abstrusa е вид змия от семейство Смокообразни (Colubridae).

## Разпространение и местообитание
Видът е разпространен в Индонезия (Суматра).
Обитава гористи местности и крайбрежия.

## Описание
Популацията на вида е намаляваща.